# Alabi
Alabí es un apellido de familia, que puede proceder de حَلَبِي Ḥalabī (que en árabe significa "originario de Alep" en Siria), u de yoruba, de la clasificación de los nombres llamados Oriki para un hijo varón. En la cultura yoruba, un Oriki es una denominación dada a un niño al nacer, y, a menudo utilizado por los padres y miembros de la familia para mostrar afecto, cariño o reconocimiento o una escritura o un trabajo bien hecho.
También es el nombre de un Lugar, en Cúllar, Granada, España, representa un vestigio de la historia y pasado y dominación Árabe en España conocido como "la Torre del Alabi".
- Datos: Q14594672